# Lista de canções gravadas por Flyleaf

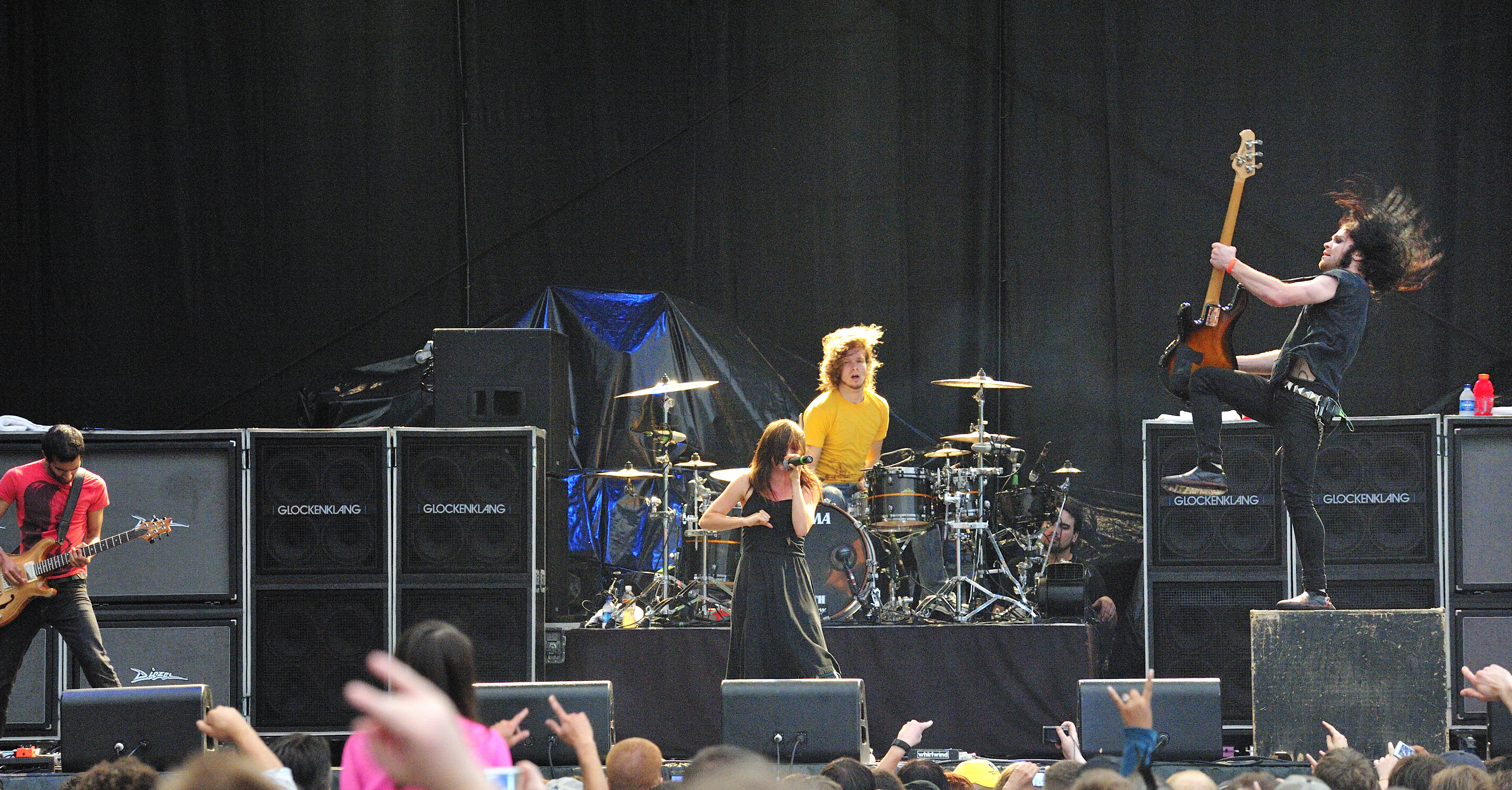
Flyleaf ao vivo em maio de 2008.

Esta é uma lista com todas as canções de Flyleaf desde a sua formação, em 2000, até hoje. Ao todo, são mais de 50 canções gravadas em 2 álbuns de estúdio e 7 EPs, além das canções que nunca foram lançadas.
A vocalista Lacey Mosley explica que suas canções são "mensagens pessoais que fornecem alguns momentos de claridade antes que a história comece". Eles são uma típica banda cristã, mas evitam mencionar o nome de Deus nas suas canções (com exceção de algumas canções como "Cassie" e "Beautiful Bride").

## Canções
| Título                     | Ano  | Álbum                  | Duração | Notas                                                                    |
| -------------------------- | ---- | ---------------------- | ------- | ------------------------------------------------------------------------ |
| "Again"                    | 2009 | Memento Mori           | 3:05    | Primeiro single do segundo álbum de estúdio.                             |
| "All Around Me"            | 2005 | Flyleaf                | 3:18    | Terceiro single do primeiro álbum de estúdio.                            |
| "Amy Says"                 | 2010 | Remember to Live EP    | 3:37    |                                                                          |
| "Arise"                    | 2009 | Memento Mori           | 4:18    |                                                                          |
| "Believe in Dreams"        | 2010 | Remember to Live EP    | 4:27    |                                                                          |
| "Beautiful Bride"          | 2009 | Memento Mori           | 3:03    | Segundo single do segundo álbum de estúdio.                              |
| "Bitter Sweet"             | 2009 | Memento Mori           | 4:04    | Apenas no Memento Mori (Expanded Edition).                               |
| "Break Your Knees"         | 2009 | Memento Mori           | 4:26    | Apenas no Memento Mori (Expanded Edition).                               |
| "Breathe Today"            | 2005 | Flyleaf                | 2:31    | Quinto single do primeiro álbum de estúdio.                              |
| "Broken Wings"             | 2003 | Broken Wings EP        | 3:49    |                                                                          |
| "Cassie"                   | 2005 | Flyleaf                | 2:58    |                                                                          |
| "Chasm"                    | 2009 | Memento Mori           | 2:54    | Quarto single do segundo álbum de estúdio.                               |
| "Christmas Song"           | 2006 | Music as a Weapon EP   | 3:27    |                                                                          |
| "Circle"                   | 2009 | Memento Mori           | 3:03    |                                                                          |
| "Dear My Closest Friend"   | 2010 | Remember to Live EP    | 2:31    |                                                                          |
| "Do You Hear What I Hear?" | 2007 | All Around Me (single) | 2:58    |                                                                          |
| "Enemy"                    | 2009 | Memento Mori           | 3:43    | Apenas no Memento Mori (Expanded Edition).                               |
| "Eyes to See"              | —    | —                      | 3:00    | Não foi lançado.                                                         |
| "Fully Alive"              | 2005 | Flyleaf                | 2:34    | Segundo single do primeiro álbum de estúdio.                             |
| "Guilty"                   | —    | —                      | 5:06    | Não foi lançado.                                                         |
| "Have We Lost"             | 2009 | Memento Mori           | 2:56    | Apenas no Memento Mori (Expanded Edition).                               |
| "How He Loves"             | 2010 | How He Loves (single)  | 4:05    | Single, não pertence a nenhum álbum; Cover do cantor John Mark McMillan. |
| "I'm So Sick"              | 2005 | Flyleaf                | 2:56    | Primeiro single do primeiro álbum de estúdio.                            |
| "I'm Sorry"                | 2005 | Flyleaf                | 2:45    |                                                                          |
| "In the Dark"              | 2009 | Memento Mori           | 3:47    |                                                                          |
| "Justice and Mercy"        | 2006 | Music as a Weapon EP   | 2:36    |                                                                          |
| "Life"                     | —    | —                      | 3:24    | Não foi lançado.                                                         |
| "Light in Your Eyes"       | 2010 | Remember to Live EP    | 3:55    |                                                                          |
| "Missing"                  | 2009 | Memento Mori           | 2:54    | Terceiro single do segundo álbum de estúdio.                             |
| "Much Like Falling"        | 2006 | Music as a Weapon EP   | 2:07    |                                                                          |
| "Ocean Waves"              | 2003 | Broken Wings EP        | 2:51    |                                                                          |
| "Okay"                     | 2010 | Remember to Live EP    | 2:23    |                                                                          |
| "Penholder"                | —    | —                      | 5:23    | Não foi lançado.                                                         |
| "Perfect"                  | 2005 | Flyleaf                | 2:49    | Quarto single do primeiro álbum de estúdio.                              |
| "Red Sam"                  | 2005 | Flyleaf                | 3:20    |                                                                          |
| "Set Apart This Dream"     | 2009 | Memento Mori           | 3:15    |                                                                          |
| "Sleepwalker"              | —    | —                      | 3:28    | Não foi lançado.                                                         |
| "So I Thought"             | 2005 | Flyleaf                | 4:54    |                                                                          |
| "Sorrow"                   | 2005 | Flyleaf                | 2:46    | Sexto single do primeiro álbum de estúdio.                               |
| "Stay (Faraway, So Close)" | 2009 | Memento Mori           | 4:53    | Apenas no Memento Mori (Expanded Edition); Cover da banda U2.            |
| "Supernatural"             | 2007 | Much Like Falling EP   | 3:50    |                                                                          |
| "Swept Away"               | 2009 | Memento Mori           | 4:09    |                                                                          |
| "The Kind"                 | 2009 | Memento Mori           | 2:47    |                                                                          |
| "There for You"            | 2005 | Flyleaf                | 2:48    | Sétimo single do primeiro álbum de estúdio.                              |
| "This Close"               | 2009 | Memento Mori           | 3:20    |                                                                          |
| "Tina"                     | 2007 | Much Like Falling EP   | 2:32    |                                                                          |
| "Tiny Heart"               | 2009 | Memento Mori           | 3:07    |                                                                          |
| "Treasure"                 | 2009 | Memento Mori           | 3:24    |                                                                          |
| "Uncle Bobby"              | 2009 | Memento Mori           | 4:22    |                                                                          |
| "What's This?"             | 2008 | Nightmare Revisited    | 3:20    |                                                                          |
| "Whispering Fingertips"    | —    | —                      | 3:48    | Não foi lançado.                                                         |
| "Who Am I"                 | 2009 | Memento Mori           | 2:37    | Apenas no Memento Mori (Expanded Edition).                               |